# Thelogorgia studeri
Thelogorgia studeri is een zachte koraalsoort uit de familie Keroeididae. De koraalsoort komt uit het geslacht Thelogorgia. Thelogorgia studeri werd in 1991 voor het eerst wetenschappelijk beschreven door Bayer. 